# Phenakospermum guyannense
Phenakospermum guyannense – gatunek z rodziny strelicjowatych z monotypowego rodzaju Phenakospermum. Występuje na terenach nizinnych na rozległym obszarze Ameryki Południowej w klimacie tropikalnym na wschód od Andów od Wenezueli na północy, po Boliwię na południu (przy czym jest tam rośliną rozproszoną, dość nieliczną). Rośnie na terenach otwartych, na sawannie, na skrajach lasów. Kwiaty otwierają się w nocy i zapylane są przez nietoperze z rodziny liścionosowatych, ale bywają też odwiedzane przez wełnooposa nagoogonowego, który żywi się nektarem nie dokonując jednak zapylenia. Kwitnienie trwa od końca pory deszczowej przez 2 do 4 miesięcy.

## Morfologia
PokrójBylina o drewniejącym pędzie osiągającym 10 m wysokości zakończonym wachlarzowato ułożonymi w jednej płaszczyźnie liśćmi. Rozgałęzione kłącza rozrastają się jak rozłogi.
LiściePodłużne, podobne do liści bananowca, z długim, masywnym ogonkiem. Koniec blaszki opisywany jest jako często „urwany”.
KwiatyZebrane w szczytowy, masywny i prosto wzniesiony kwiatostan długości do 4 m. Kwiaty wsparte są okazałymi przysadkami. Listki zewnętrznego okółka okwiatu równej długości, duże, wewnętrzne krótsze, nieco asymetryczne i zrośnięte u nasady. Pręcików pięć. Prątniczków brak. W każdej z trzech komór zalążni znajdują się co najmniej cztery szeregi zalążków.
OwoceTrójkomorowe torebki zawierające wydłużone nasiona z czerwoną i owłosioną osnówką.